# Nicole Melichar-Martinez
Nicole Melichar-Martinez (cz. Nicole Melicharová; ur. 29 lipca 1993 w Brnie) – amerykańska tenisistka czeskiego pochodzenia, zwyciężczyni Wimbledonu 2018 w grze mieszanej.

## Kariera tenisowa
W karierze zwyciężyła w dwóch singlowych i siedmiu deblowych turniejach rangi ITF. 24 września 2012 roku zajmowała najwyższe miejsce w rankingu singlowym WTA Tour – 400. pozycję. W rankingu deblowym najwyżej była sklasyfikowana na 6. miejscu (3 lipca 2023). Wystąpiła podczas wielkoszlemowego US Open 2012 w rozgrywkach gry mieszanej, startując z Brianem Battistonem.
Łącznie wygrała w 13 turniejach cyklu WTA Tour w grze podwójnej (5 razy w parze z Květą Peschke, 3 razy z Demi Schuurs, 2 razy z Ellen Perez oraz po razie w parach z Anną Smith, Xu Yifan i Darią Saville), a także 22 razy przegrywała w finałach.

## Historia występów wielkoszlemowych
Legenda
     W, wygrany turniej
     F, przegrana w finale
     SF, przegrana w półfinale
     QF, przegrana w ćwierćfinale
     xR, przegrana w x rundzie
     Qx, przegrana w x rundzie kwalifikacji
     A, brak startu
     NH, turniej nie odbył się

### Występy w grze pojedynczej
Nicole Melichar nigdy nie startowała w rozgrywkach gry pojedynczej podczas turniejów wielkoszlemowych.
| Turniej                | 2010 | 2011 | 2012 | 2013 | 2014 | 2015 | 2016 | 2017 | 2018 | 2019 | 2020 | 2021 | 2022 | 2023 | 2024 |
| ---------------------- | ---- | ---- | ---- | ---- | ---- | ---- | ---- | ---- | ---- | ---- | ---- | ---- | ---- | ---- | ---- |
| Ranking na koniec roku | 887  | 666  | 424  | 488  | 803  | 463  | 965  | 739  | 876  | 798  | 821  | –    | –    | –    | –    |

### Występy w grze podwójnej
| Australian Open        | A   | A   | A   | A   | A   | A  | 1R | A  | 3R | 3R | 1R | SF | 3R | 2R | 1R | 3R | 0 / 9  | 13 – 9  |  |  |  |  |  |  |  |  |  |
| French Open            | A   | A   | A   | A   | A   | A  | 1R | 1R | 3R | QF | SF | 3R | 1R | SF | 3R | 2R | 0 / 10 | 17 – 10 |  |  |  |  |  |  |  |  |  |
| Wimbledon              | A   | A   | A   | A   | A   | 1R | 1R | 1R | F  | QF | NH | 1R | QF | 1R | 2R |    | 0 / 9  | 12 – 9  |  |  |  |  |  |  |  |  |  |
| US Open                | A   | A   | A   | A   | A   | A  | 2R | 1R | 1R | 2R | F  | 1R | SF | 2R | QF |    | 0 / 9  | 14 – 9  |  |  |  |  |  |  |  |  |  |
|                        |     |     |     |     |     |    |    |    |    |    |    |    |    |    |    |    |        |         |  |  |  |  |  |  |  |  |  |
| Ranking na koniec roku | 697 | 478 | 320 | 184 | 124 | 69 | 88 | 39 | 15 | 20 | 11 | 12 | 19 | 15 | 12 |    | 0 / 37 | 56 – 37 |  |  |  |  |  |  |  |  |  |

### Występy w grze mieszanej
| Australian Open | A | A | A  | A | A | A | A  | A  | 1R | SF | 2R | 2R | 1R | 1R | QF | 1R | 0 / 8  | 7 – 7   |  |  |  |  |  |  |  |  |  |
| French Open     | A | A | A  | A | A | A | A  | A  | QF | SF | NH | QF | SF | 1R | 2R | 2R | 0 / 7  | 11 – 7  |  |  |  |  |  |  |  |  |  |
| Wimbledon       | A | A | A  | A | A | A | 1R | QF | W  | QF | NH | QF | 1R | 1R | A  |    | 1 / 7  | 10 – 6  |  |  |  |  |  |  |  |  |  |
| US Open         | A | A | 1R | A | A | A | A  | 1R | QF | 2R | NH | 2R | 2R | 1R | 1R |    | 0 / 8  | 5 – 8   |  |  |  |  |  |  |  |  |  |
|                 |   |   |    |   |   |   |    |    |    |    |    |    |    |    |    |    |        |         |  |  |  |  |  |  |  |  |  |
|                 |   |   |    |   |   |   |    |    |    |    |    |    |    |    |    |    | 1 / 30 | 33 – 28 |  |  |  |  |  |  |  |  |  |

## Finały turniejów WTA
| Legenda                     | Legenda |
| --------------------------- | ------- |
| Wielki Szlem                |         |
| Igrzyska olimpijskie        |         |
| WTA Tour Championships      |         |
| 2009 – 2020                 |         |
| WTA Premier Mandatory       |         |
| WTA Premier 5               |         |
| WTA Premier                 |         |
| WTA International Series    |         |
| WTA 125K series (2012–2020) |         |
| od 2021                     |         |
| WTA 1000 (obowiązkowe)      |         |
| WTA 1000 (nieobowiązkowe)   |         |
| WTA 500                     |         |
| WTA 250                     |         |
| WTA 125                     |         |

### Gra podwójna 42 (15–27)
| Końcowy wynik | Nr  | Data                 | Turniej          | Nawierzchnia   | Partnerka         | Przeciwniczki                          | Wynik finału      |
| ------------- | --- | -------------------- | ---------------- | -------------- | ----------------- | -------------------------------------- | ----------------- |
| Finalistka    | 1.  | 18 października 2015 | Tiencin          | Twarda         | Darija Jurak      | Xu Yifan Zheng Saisai                  | 2:6, 6:3, 8–10    |
| Finalistka    | 2.  | 5 marca 2017         | Kuala Lumpur     | Twarda         | Makoto Ninomiya   | Ashleigh Barty Casey Dellacqua         | 6:7(5), 3:6       |
| Finalistka    | 3.  | 30 kwietnia 2017     | Stambuł          | Ceglana        | Elise Mertens     | Dalila Jakupović Nadija Kiczenok       | 6:7(6), 2:6       |
| Zwyciężczyni  | 1.  | 27 maja 2017         | Norymberga       | Ceglana        | Anna Smith        | Kirsten Flipkens Johanna Larsson       | 3:6, 6:3, 11–9    |
| Finalistka    | 4.  | 20 października 2017 | Moskwa           | Twarda (hala)  | Anna Smith        | Tímea Babos Andrea Hlaváčková          | 2:6, 6:3, 3–10    |
| Finalistka    | 5.  | 29 kwietnia 2018     | Stuttgart        | Ceglana (hala) | Květa Peschke     | Raquel Atawo Anna-Lena Grönefeld       | 4:6, 7:6(5), 5–10 |
| Zwyciężczyni  | 2.  | 4 maja 2018          | Praga            | Ceglana        | Květa Peschke     | Mihaela Buzărnescu Lidzija Marozawa    | 6:4, 6:2          |
| Finalistka    | 6.  | 14 lipca 2018        | Wimbledon        | Trawiasta      | Květa Peschke     | Barbora Krejčíková Kateřina Siniaková  | 4:6, 6:4, 0:6     |
| Zwyciężczyni  | 3.  | 14 października 2018 | Tiencin          | Twarda         | Květa Peschke     | Monique Adamczak Jessica Moore         | 6:4, 6:2          |
| Zwyciężczyni  | 4.  | 5 stycznia 2019      | Brisbane         | Twarda         | Květa Peschke     | Chan Hao-ching Latisha Chan            | 6:1, 6:1          |
| Finalistka    | 7.  | 3 maja 2019          | Praga            | Ceglana        | Květa Peschke     | Anna Kalinska Viktória Kužmová         | 6:4, 5:7, 7–10    |
| Finalistka    | 8.  | 25 maja 2019         | Norymberga       | Ceglana        | Sharon Fichman    | Gabriela Dabrowski Xu Yifan            | 6:4, 6:7(5), 5–10 |
| Zwyciężczyni  | 5.  | 4 sierpnia 2019      | San Jose         | Twarda         | Květa Peschke     | Shūko Aoyama Ena Shibahara             | 6:4, 6:4          |
| Zwyciężczyni  | 6.  | 15 września 2019     | Zhengzhou        | Twarda         | Květa Peschke     | Yanina Wickmayer Tamara Zidanšek       | 6:1, 7:6(2)       |
| Zwyciężczyni  | 7.  | 17 stycznia 2020     | Adelaide         | Twarda         | Xu Yifan          | Gabriela Dabrowski Darija Jurak        | 2:6, 7:5, 10–5    |
| Finalistka    | 9.  | 29 sierpnia 2020     | Nowy Jork        | Twarda         | Xu Yifan          | Květa Peschke Demi Schuurs             | 1:6, 6:4, 4–10    |
| Finalistka    | 10. | 11 września 2020     | US Open          | Twarda         | Xu Yifan          | Laura Siegemund Wiera Zwonariowa       | 4:6, 4:6          |
| Zwyciężczyni  | 8.  | 26 września 2020     | Strasburg        | Ceglana        | Demi Schuurs      | Hayley Carter Luisa Stefani            | 6:4, 6:3          |
| Zwyciężczyni  | 9.  | 5 marca 2021         | Doha             | Twarda         | Demi Schuurs      | Jeļena Ostapenko Monica Niculescu      | 6:2, 2:6, 10–8    |
| Zwyciężczyni  | 10. | 11 kwietnia 2021     | Charleston       | Ceglana        | Demi Schuurs      | Marie Bouzková Lucie Hradecká          | 6:2, 6:4          |
| Finalistka    | 11. | 20 czerwca 2021      | Berlin           | Trawiasta      | Demi Schuurs      | Wiktoryja Azaranka Aryna Sabalenka     | 6:4, 5:7, 4–10    |
| Finalistka    | 12. | 26 czerwca 2021      | Eastbourne       | Trawiasta      | Demi Schuurs      | Shūko Aoyama Ena Shibahara             | 1:6, 4:6          |
| Zwyciężczyni  | 11. | 21 maja 2022         | Strasburg        | Ceglana        | Daria Saville     | Lucie Hradecká Sania Mirza             | 5:7, 7:5, 10–6    |
| Finalistka    | 13. | 14 sierpnia 2022     | Toronto          | Twarda         | Ellen Perez       | Coco Gauff Jessica Pegula              | 4:6, 7:6(5), 5–10 |
| Finalistka    | 14. | 20 sierpnia 2022     | Cincinnati       | Twarda         | Ellen Perez       | Ludmyła Kiczenok Jeļena Ostapenko      | 6:7(5), 3:6       |
| Zwyciężczyni  | 12. | 27 sierpnia 2022     | Cleveland        | Twarda         | Ellen Perez       | Anna Danilina Aleksandra Krunić        | 7:5, 6:3          |
| Finalistka    | 15. | 25 września 2022     | Tokio            | Twarda         | Ellen Perez       | Gabriela Dabrowski Giuliana Olmos      | 4:6, 4:6          |
| Finalistka    | 16. | 2 października 2022  | Tallinn          | Twarda (hala)  | Laura Siegemund   | Ludmyła Kiczenok Nadija Kiczenok       | 5:7, 6:4, 7–10    |
| Finalistka    | 17. | 5 marca 2023         | Austin           | Twarda         | Ellen Perez       | Erin Routliffe Aldila Sutjiadi         | 4:6, 6:3, 8–10    |
| Finalistka    | 18. | 23 kwietnia 2023     | Stuttgart        | Ceglana (hala) | Giuliana Olmos    | Desirae Krawczyk Demi Schuurs          | 4:6, 1:6          |
| Finalistka    | 19. | 1 lipca 2023         | Eastbourne       | Trawiasta      | Ellen Perez       | Desirae Krawczyk Demi Schuurs          | 2:6, 4:6          |
| Finalistka    | 20. | 19 sierpnia 2023     | Cincinnati       | Twarda         | Ellen Perez       | Alycia Parks Taylor Townsend           | 7:6(1), 4:6, 6–10 |
| Finalistka    | 21. | 26 sierpnia 2023     | Cleveland        | Twarda         | Ellen Perez       | Miyu Katō Aldila Sutjiadi              | 4:6, 7:6(4), 8–10 |
| Finalistka    | 22. | 6 listopada 2023     | Cancún           | Twarda         | Ellen Perez       | Laura Siegemund Wiera Zwonariowa       | 4:6, 4:6          |
| Finalistka    | 23. | 4 lutego 2024        | Linz             | Twarda (hala)  | Ellen Perez       | Sara Errani Jasmine Paolini            | 5:7, 6:4, 7–10    |
| Finalistka    | 24. | 24 lutego 2024       | Dubaj            | Twarda         | Ellen Perez       | Storm Hunter Kateřina Siniaková        | 4:6, 2:6          |
| Zwyciężczyni  | 13. | 3 marca 2024         | San Diego        | Twarda         | Ellen Perez       | Desirae Krawczyk Jessica Pegula        | 6:1, 6:2          |
| Zwyciężczyni  | 14. | 29 czerwca 2024      | Bad Homburg      | Trawiasta      | Ellen Perez       | Chan Hao-ching Wieronika Kudiermietowa | 4:6, 6:3, 10–8    |
| Zwyciężczyni  | 15. | 22 września 2024     | Seul             | Twarda         | Ludmiła Samsonowa | Miyu Katō Zhang Shuai                  | 6:1, 6:0          |
| Finalistka    | 25. | 20 października 2024 | Ningbo           | Twarda         | Ellen Perez       | Demi Schuurs Yuan Yue                  | 3:6, 3:6          |
| Finalistka    | 26. | 24 maja 2025         | Strasburg        | Ceglana        | Guo Hanyu         | Tímea Babos Luisa Stefani              | 3:6, 7:6(4), 7–10 |
| Finalistka    | 27. | 14 czerwca 2025      | ’s-Hertogenbosch | Trawiasta      | Ludmiła Samsonowa | Irina Chromaczowa Fanny Stollár        | 5:7, 3:6          |

### Gra mieszana 1 (1–0)
| Końcowy wynik | Nr | Data          | Turniej   | Nawierzchnia | Partner        | Przeciwnicy                     | Wynik finału |
| ------------- | -- | ------------- | --------- | ------------ | -------------- | ------------------------------- | ------------ |
| Zwyciężczyni  | 1. | 15 lipca 2018 | Wimbledon | Trawiasta    | Alexander Peya | Wiktoryja Azaranka Jamie Murray | 7:6(1), 6:3  |

## Finały turniejów WTA 125

### Gra podwójna 2 (2–0)
| Końcowy wynik | Nr | Data          | Turniej     | Nawierzchnia | Partnerka           | Przeciwniczki                             | Wynik finału |
| ------------- | -- | ------------- | ----------- | ------------ | ------------------- | ----------------------------------------- | ------------ |
| Zwyciężczyni  | 1. | 19 marca 2016 | San Antonio | Twarda       | Anna-Lena Grönefeld | Klaudia Jans-Ignacik Anastasija Rodionowa | 6:1, 6:3     |
| Zwyciężczyni  | 2. | 4 maja 2024   | Lleida      | Ceglana      | Ellen Perez         | Katarzyna Piter Majar Szarif              | 7:5, 6:2     |

## Występy w Turnieju Mistrzyń

### W grze podwójnej
| Rok  | Rezultat              | Partnerka     | Przeciwniczki                         | Wynik          |
| 2018 | Ćwierćfinał           | Květa Peschke | Barbora Krejčíková Kateřina Siniaková | 1:6, 4:6       |
| 2019 | Zawodniczki rezerwowe | Květa Peschke | nie wystąpiły                         | nie wystąpiły  |
| 2021 | Półfinał              | Demi Schuurs  | Barbora Krejčíková Kateřina Siniaková | 6:3, 3:6, 6–10 |
| 2022 | Zawodniczki rezerwowe | Ellen Perez   | nie wystąpiły                         | nie wystąpiły  |
| 2023 | Finał                 | Ellen Perez   | Laura Siegemund Wiera Zwonariowa      | 4:6, 4:6       |
| 2024 | Półfinał              | Ellen Perez   | Gabriela Dabrowski Erin Routliffe     | 6:7(7), 1:6    |

## Finały turniejów ITF
| turnieje z pulą nagród 100 000 $   |
| turnieje z pulą nagród 75/80 000 $ |
| turnieje z pulą nagród 50/60 000 $ |
| turnieje z pulą nagród 40 000 $    |
| turnieje z pulą nagród 25 000 $    |
| turnieje z pulą nagród 15 000 $    |
| turnieje z pulą nagród 10 000 $    |

### Gra pojedyncza 4 (2–2)
| Rezultat     |    | Data       | Turniej    | ($)    | Naw.   | Przeciwniczka      | Wynik         |
| Finalistka   | 1. | 24/07/2011 | Evansville | 10 000 | Twarda | Elizabeth Ferris   | 2:6, 1:6      |
| Zwyciężczyni | 1. | 09/04/2012 | Antalya    | 10 000 | Twarda | Hülya Esen         | 6:4, 6:3      |
| Zwyciężczyni | 2. | 30/04/2012 | Antalya    | 10 000 | Twarda | Angielina Gabujewa | 5:7, 6:4, 6:1 |
| Finalistka   | 2. | 23/11/2014 | Susa       | 10 000 | Twarda | Wiktorija Tomowa   | 3:6, 2:6      |

### Gra podwójna 17 (7–10)
| Rezultat     |     | Data       | Turniej        | ($)      | Naw.    | Partnerka             | Przeciwniczki                            | Wynik                |
| Finalistka   | 1.  | 29/05/2010 | Sumter         | 10 000   | Twarda  | Alexandra Leatu       | Alexandra Mueller Ashley Weinhold        | 1:6, 3:6             |
| Finalistka   | 2.  | 12/11/2011 | Monastyr       | 10 000   | Twarda  | Anastasija Charczenko | Anita Husarić Wiktorija Tomowa           | 3:6, 7:5, 5–10       |
| Zwyciężczyni | 1.  | 19/03/2012 | Metepec        | 25 000   | Twarda  | Elizabeth Ferris      | Liz Tatiane Koehler Brianna Morgan       | 6:3, 6:1             |
| Finalistka   | 3.  | 21/04/2012 | Antalya        | 10 000   | Twarda  | Lauren Megale         | Nicola Geuer Janina Toljan               | 2:6, 2:6             |
| Finalistka   | 4.  | 05/05/2012 | Antalya        | 10 000   | Twarda  | Angielina Gabujewa    | Yuka Mori Kaori Onishi                   | 2:6, 4:6             |
| Zwyciężczyni | 2.  | 04/03/2013 | Antalya        | 10 000   | Ceglana | Gioia Barbieri        | Ágnes Bukta Vivian Juhászová             | 7:6(2), 6:4          |
| Zwyciężczyni | 3.  | 11/03/2013 | Antalya        | 10 000   | Ceglana | Anamika Bhargava      | Alona Fomina Sopia Szapatawa             | 6:7(7), 6:3, 10–7    |
| Finalistka   | 5.  | 24/03/2013 | Antalya        | 10 000   | Twarda  | Anamika Bhargava      | Oksana Kalasznikowa Ksienija Pałkina     | 1:6, 3:6             |
| Finalistka   | 6.  | 01/06/2013 | Szarm el-Szejk | 10 000   | Twarda  | Anastasija Charczenko | Wieronika Stotyka Władisława Zanosijenko | 3:6, 4:6             |
| Zwyciężczyni | 4.  | 15/07/2013 | Portland       | 50 000   | Twarda  | Irina Falconi         | Sanaz Marand Ashley Weinhold             | 4:6, 6:3, 10–8       |
| Zwyciężczyni | 5.  | 20/01/2014 | Daytona Beach  | 25 000   | Ceglana | Teodora Mirčić        | Asia Muhammad Allie Will                 | 6:7(5), 7:6(1), 10–1 |
| Finalistka   | 7.  | 21/09/2014 | Albuquerque    | 75 000   | Twarda  | Allie Will            | Jan Abaza Melanie Oudin                  | 2:6, 3:6             |
| Finalistka   | 8.  | 15/05/2015 | Saint-Gaudens  | 50 000+H | Ceglana | Beatriz Haddad Maia   | Mariana Duque Mariño Julja Gluszko       | 6:1, 6:7(5), 4–10    |
| Finalistka   | 9.  | 06/06/2015 | Marsylia       | 100 000  | Ceglana | Maryna Zanewśka       | Tatiana Búa Laura Thorpe                 | 3:6, 6:3, 6–10       |
| Zwyciężczyni | 6.  | 04/06/2016 | Marsylia       | 100 000  | Ceglana | Hsieh Su-wei          | Jana Čepelová Lourdes Domínguez Lino     | 1:6, 6:3, 10–3       |
| Finalistka   | 10. | 10/07/2016 | Contrexéville  | 100 000  | Ceglana | Renata Voráčová       | Cindy Burger Laura Pous Tió              | 1:6, 3:6             |
| Zwyciężczyni | 7.  | 11/02/2017 | Launceston     | 60 000   | Twarda  | Monique Adamczak      | Georgia Brescia Tamara Zidanšek          | 6:1, 6:2             |